# Halieutichthys bispinosus
Halieutichthys bispinosus — вид вудильникоподібних риб родини Ogcocephalidae.

## Поширення
Цей вид поширений у західній Атлантиці від Вірджинії на південь уздовж узбережжя США, північних Багамських островів і по всій Мексиканській затоці. Мешкає на глибині від 0 до 400 м, але зазвичай трапляється на глибині менше 100 м.

## Опис
Дрібна риба, завдовжки до 10 см. Характеризується наявністю відносно міцних горбків на дорсальній поверхні, ряд горбків майже завжди присутній дорсально орбіти, обидва сфенотичні горбки добре розвинені та гострі трироздільні головні горбки на краю диска, із збільшеним переднім хребтом, щільним розташуванням горбків на хвості та порівняно великим розміром дорослого тіла.